# Quorum
Pour l’article ayant un titre homophone, voir Corum.
En droit, le quorum est un nombre de présence minimal parmi les membres d'une assemblée sans lequel une délibération au sein de celle-ci ne peut être valide,. Il s'exprime souvent en proportion du nombre total de personnes en droit de participer à la délibération.

## Description
Le quorum concerne la validité de la délibération et ne doit pas être confondu avec la majorité, qui concerne le résultat. Une absence de quorum signifie que le vote ne peut avoir lieu (ou que le résultat est automatiquement invalide, dans le cas où le décompte des votants a lieu après le vote). Si le quorum est réuni mais que la majorité n'est pas atteinte, la décision est rejetée : seule la procédure de vote proprement dite est valable. Lorsque le quorum n'est pas atteint, le corps délibératif ne peut pas procéder au vote. Ainsi, les votants en faveur du statu quo peuvent bloquer une décision en ne se présentant pas au vote : la délibération sera automatiquement non valide et le statu quo conservé.

### Scrutin nationaux
Les élections et les référendums sont parfois sujets à la nécessité de franchir des quorums pour être considérés valides. Le terme de quorum s'applique le plus souvent au « quorum de participation », soit un pourcentage minimum de participation au vote de la part du total des électeurs inscrits sur les listes électorales. Il peut également prendre la forme d'un « quorum d'approbation », consistant en un pourcentage minimal de votes en faveur de la proposition, dans le cas d'un référendum. Bien que les quorums soient le plus souvent utilisés pour des référendums, plusieurs pays soumettent l'élection de leurs représentants à des quorums de participation, notamment ceux de l'ancien monde soviétique.

## Exemples
Le quorum peut être employé :
En droit des sociétésLes décisions des assemblées générales peuvent être soumises à des quorums par la loi ou les statuts de la société.
Dans un corps législatif ou délibératif (comme l'Assemblée nationale française)Le quorum est pour les délibérations ordinaires la majorité des membres de l'entité à la date courante. Bien des corps législatifs ne prennent pas en compte le quorum à moins qu'une question ait été soumise à l'ordre du jour (par exemple, un amendement).
Plusieurs institutions appliquent la règle du « double quorum » pour éviter les blocages. Pour les conseils municipaux, les délibérations ne sont valides que si le quorum est atteint, sinon une nouvelle réunion est ultérieurement organisée où les règles du quorum ne s'appliquent plus (art. L. 2121-17 du CGCT).